# ويل ماكيلا
ويل ماكيلا (بالفنلندية: Wille Mäkelä)‏ هو لاعب كرلنغ فنلندي، ولد في 2 مارس 1974 في هوفينكا في فنلندا.

## وصلات خارجية
- ويل ماكيلا على موقع الاتحاد الدولي للكرلنغ (الإنجليزية)
- ويل ماكيلا على موقع اللجنة الأولمبية الدولية (الإنجليزية)
- ويل ماكيلا على موقع أوليمبيديا (الإنجليزية)